# Repa
Repë en albanais et Repa en serbe latin (en serbe cyrillique : Репа) est une localité du Kosovo située dans la commune/municipalité de Podujevë/Podujevo, district de Pristina (Kosovo) ou district de Kosovo (Serbie). Selon le recensement kosovar de 2011, elle compte 484 habitants, dont 483 Albanais.

## Démographie

### Évolution historique de la population dans la localité
| 1948 | 1953 | 1961 | 1971 | 1981 | 1991 | 2011 |
| ---- | ---- | ---- | ---- | ---- | ---- | ---- |
| 508  | 555  | 512  | 503  | 501  | 465  | 484  |

|  |